# Паризький факультет мистецтв
Паризький факультет мистецтв (лат. Facultas artium, фр. La faculté des arts de Paris) - один з чотирьох факультетів (поряд з факультетами богослов'я, медицини та канонічного права), з яких складався Паризький університет. Як і університет загалом, Паризький факультет мистецтв було засновано на початку ХІІІ століття та розформовано у 1793 р. під час Великої французької революції.

## Загальна характеристика

### Особливості навчання на Паризькому факультеті мистецтв
Відповідно до антично-середньовічних стандартів освіти, Паризький факультет мистецтв (з'явившися на основі кафедральної школи Собору Паризької Богоматері) фокусувався на викладанні Семи вільних мистецтв та у відношенні до інших трьох факультетів виконував підготовчу функцію. Проте, незважаючи на свою офіційну назву, Паризький факультет мистецтв надавав студентам значно ширший спектр знань, зокрема, власне Сім вільних мистецтв вивчалися лише протягом перших двох років навчання, після чого студент отримував вчену ступінь бакалавра; після того студенти протягом чотирьох (загалом) років вивчали різні філософські дисципліни, як-от: метафізику, фізику, біологію, натуральну історію, психологію та етику - на основі текстів Арістотеля та його коментаторів. Такий широкий навчальний план дозволяв як інтелектуалам Середньовіччя, так і сучасним дослідникам, називати Паризький факультет мистецтв "факультетом філософії". Також, незважаючи на свою підготовчу функцію в межах Паризького університету, його випускники (бакалаври та магістри) мали достатню кваліфікацію для отримання адміністративних посад міського чи державного рівня, утворюючи, таким чином, кістяк середньовічної світської інтелігенції.  
На факультеті мистецтв студенти починали навчатися з 14-15 років і перед тим мали вже володіти основами латинської граматики. Протягом існування факультету тривалість бакалаврату залишалася незмінною (два роки) - на відміну від тривалості магістерських студій, яка в різні роки коливалася від трьох до п'яти років (проте, найчастіше паризькі бакалаври отримували ступінь магістра мистецтв за чотири роки навчання).    
Іспити проходили у кілька етапів. Бакалаврський іспит складався з дискусії студента з магістром (лат. Responsiones), опитуванням студента колективним журі магістрів (лат. Examen determinatium або Examen baccalariandorum), а також тогочасною педагогічною практикою: студент мав прочитати низку курсів з засвоєної ним навчальної програми (лат. Determinatio). Перші два етапи відбувалися в грудні, напередодні Різдвяного посту, а читання лекцій тривало під час самого посту. Магістерський іспит поряд з перевіркою знань випускника включав у себе кілька церемоніальних етапів: відповіді на питання журі з чотирьох магістрів під керівництвом канцлера чи віце-канцлера (фактичний іспит), читання лекції після вручення ліцензії, урочиста дискусія і, нарешті, публічне прийняття статусу магістра вільних мистецтв (лат. Inceptio).    

### Видатні магістри-випускники Паризького факультету мистецтв
Оскільки для навчання на вищих факультетах Паризького університету достатньо було наукового ступеню магістра вільних мистецтв, отриманого в будь-якому (не обов'язково Паризькому) університеті, перелік видатних випускників Паризького факультету мистецтв не є тотожним переліку видатних випускників чи викладачів Паризького університету (наприклад, такі впливові філософи й богослови як Йоан Дунс Скот чи Роджер Бекон ніколи не вчилися в Паризькому університеті, хоча й викладали, зокрема, на факультеті мистецтв, а їхній колега-викладач Альберт Великий, хоча й будучи студентом паризького богословського факультету, отримав ступінь магістра вільних мистецтв у Падуанському університеті). Достеменно відомо, що Паризький факультет мистецтв закінчили наступні філософи та богослови:
- Сігер Брабантський[9]
- Боецій Дакійський[9]
- Тома Аквінський[9]
- Жан Бурідан[9]
- Роберт Кілвордбі[10]